# 小谷善行
小谷 善行（こたに よしゆき、1949年3月11日 - ）は、日本の計算機科学者、パズル愛好家。工学博士。
東京農工大学工学部情報工学科名誉教授。電子情報通信学会、ACM、各会員。テンソル・コンサルティング株式会社技術顧問。パズル懇話会会長。コンピュータ将棋協会副会長（元・会長）。情報処理学会フェロー。

## 人物
兵庫県神戸市生まれ、神奈川県川崎市育ち。1971年、東京大学工学部計数工学科卒業。1977年、東京大学大学院工学系研究科計数工学専攻博士課程修了。工学博士。論文の題は「文脈同値関係による言語構造の学習的推論」。 在学中は、将棋部等への参加の傍らSF研を立ち上げる（日本SF界では、横田順彌の作風を指して使われるようになった「ハチャハチャ」という語のSF方面への伝搬にまつわる話が知られている）。
東京農工大学工学部の数理情報工学科設立時からの教員の一人である。専任講師、助教授を経て1993年より教授（2014年3月まで）。現名誉教授。
コンピュータ科学のうち、音楽など人間とコンピュータの関わりや、人工知能の関連分野としてパズルやゲームの研究（いわゆる「ゲーム情報学」）に関し、日本における学術分野としての成立・定着に尽力した。特にコンピュータ将棋には1980年前後という初期から取組み、1986年に瀧澤武信らと「将棋プログラムの会」を立ち上げ（1987年～コンピュータ将棋協会）、2001年まで会長をつとめた（現副会長）。
パズルについては学術的な研究と同時に熱心な愛好家であり、コレクターとしては7000個以上のパズルを収集している。自ら創作したパズルも数多い。「パズル懇話会」の現会長もつとめる。

## 著書

### 単著
- マイコンとパズルの世界 : BASICプログラミング頭の体操 産報出版 1981
- マイコンパズル学入門 : マイコン左脳パズルに挑戦しよう 広済堂産報出版 1983
- パソコンLOGOプログラミング 東海大学出版会 1984
- 知識指向言語Prolog : 人工知能プログラミングへの序曲 技術評論社 1986 (Software technology ; 10)
- わくわくパズルランド 岩波書店 1990 (岩波ジュニア新書)
- アクセント知識を利用した語彙情報獲得 東京農工大学 1995
- コンピュータに教えよう 小谷善行 文,黒崎玄 絵 岩波書店 1997 (科学であそぼう ; 13)
- コンピュータ将棋の頭脳 : 人間に追いつく日はいつ? サイエンス社 2007 (臨時別冊・数理科学 SGCライブラリ ; 59)
- 数学パズルチャレンジ超問120 : わくわく挑戦!解けて快感! 小谷善行執筆 ニュートンプレス 2014 (ニュートンムック)

### 共著・編著
- LOGO空間プログラミング 共著 岩波書店 1990 (岩波コンピュータサイエンス)
- コンピュータ将棋 : あなたも挑戦してみませんか 共著 サイエンス社 1990 (Information & computing ; 45)
- 脳力が目覚める最強のパズル 小谷善行, 植松峰幸, 岩井政佳 著 朝日新聞社 2005
- ゲーム計算メカニズム : 将棋・囲碁・オセロ・チェスのプログラムはどう動く 小谷善行編著,岸本章宏,柴原一友, 鈴木豪 共著 コロナ社 2010 (コンピュータ数学シリーズ ; 7)
- 人間に勝つコンピュータ将棋の作り方 瀧澤武信編著,共著者（松原仁,古作登,橋本剛,小谷善行,鶴岡慶雅,山下宏,金子知適,保木邦仁,伊藤毅志,竹内章,篠田正人）、コンピュータ将棋協会(監修)　技術評論社　 2012

### 翻訳書
- 「数学」じかけのパズル&ゲーム : 「1人遊び」で夜も眠れず… E.R.バーレキャンプ[ほか]著,小谷善行[ほか]訳 HBJ出版局 1992
- コンピュータチェス : 世界チャンピオンへの挑戦 D.リービ, M.ニューボーン共著,小谷善行監訳 サイエンス社 1994 (Information &  computing ; 58)
- 動きを理解するコンピュータ : 時空間表現の計算言語学 インダージート・マニ, ジェームズ・プステヨフスキー著,小谷善行, 藤本浩司 監訳 日本評論社 2014
- 知力を鍛える究極パズル ディック・ヘス 日本評論社 2014